# Pawło Nesterczuk
Pawło Petrowycz Nesterczuk, ukr. Павло Петрович Нестерчук (ur. 21 marca 1975) – ukraiński piłkarz, grający na pozycji napastnika.

## Kariera piłkarska

### Kariera klubowa
Wychowanek Szkoły Sportowej Dynamo Kijów. W 1992 rozpoczął karierę piłkarską w trzeciej drużynie Dynama Kijów, od 1993 grał również w drugiej drużynie, a jesienią na zasadach wypożyczenia w FK Boryspol. Na początku 1996 odszedł do Obołoni Kijów. Latem 1996 został zaproszony do wyższoligowego Prykarpattia Iwano-Frankiwsk, skąd został wypożyczony w następnym roku do Krystału Czortków i FK Tyśmienica. W pierwszej połowie 1998 bronił barw Zirki Kirowohrad, a w drugiej połowie Worskły Połtawa. Rok 1999 spędził w MFK Mikołajów, ale rozegrał tylko 2 mecze dlatego w następnym roku odszedł do Nywy Winnica. Latem 2000 przeniósł się do Podilla Chmielnicki.
Potem grał w piłkę nożną plażową. W 2003 został zaproszony do narodowej drużyny. W 2006 występował w klubie Nowyj Druk Kijów.

## Kariera reprezentacyjna
W 1993 bronił barw młodzieżowej reprezentacji Ukrainy. W 2003 został powołany do reprezentacji Ukrainy w piłce nożnej plażowej, z którą uczestniczył w mistrzostwach świata w piłce nożnej plażowej 2003. W pierwszym historycznym meczu na Mundialito z Brazylią zdobył bramkę, która została uznana za najlepszą w turnieju.